# میلادا (فیلم)
میلادا (انگلیسی: Milada) یک فیلم در ژانر درام و زندگی‌نامه‌ای است که در سال ۲۰۱۷ منتشر شد. در این فیلم آیلت زورر بازیگر اسرائیلی در نقش میلادا هوراکووا ظاهر شده‌است. این فیلم زندگی میلادا هوراکووا را به تصویر کشیده‌است که توسط حزب کمونیست چکسلواکی به اتهام جعل، توطئه و خیانت اعدام شد.

## بازیگران
- آیلت زورر
- رابرت گنت
- تاتیانا مدوتسکا
- ویتسا کرکش
- ولادیمیر یاورسکی
- هانا واگنرووا
- آلنا میهولووا
- کارل دوبری
- آنا گیسلرووا
- ایوانا خیلکووا
- مارکتا هروبشووا
- واتسلاف هاول